# جون فيليب نيومان
جون فيليب نيومان (بالإنجليزية: John Philip Newman)‏ هو قسيس أمريكي، ولد في 1 سبتمبر 1826 في نيويورك في الولايات المتحدة، وتوفي في 5 يوليو 1899.